# Pic de l'Estanyol
El Pic de l'Estanyol, és una muntanya de 2.575,9 metres d'altitud situada en el límit dels termes comunal de Porta i de Portè, tots dos de l'Alta Cerdanya, a la Catalunya del Nord.
Està situat a l'extrem nord del terme de Porta i al sud-oest del de Portè, al nord del Pic de Fontfreda, a ponent del Roc de les Ombres i al sud de la Coma de l'Estanyol.
És destí freqüent de moltes de les rutes d'excursionisme de la zona dels Pirineus entre Andorra i l'Alta Cerdanya.